# Così fan tutte
Così fan tutte, ossia La scuola degli amanti [koˈzi ˈfan ˈtutte] ("Assim fazem todas, ou A escola dos amantes", em italiano) é a antepenúltima ópera de Mozart. Seu libreto é de Lorenzo da Ponte, e sua estreia ocorreu no Burgtheater de Viena em 26 de janeiro de 1790. Così Fan Tutte é a terceira e última ópera de Mozart cujo libreto foi escrito por da Ponte (as outras duas colaborações haviam sido As bodas de Fígaro e Don Giovanni). A composição da ópera foi sugerida pelo imperador romano-germânico José II. O libreto foi originalmente destinado a Antonio Salieri, compositor contemporâneo de Mozart, mas o compositor italiano só escreveu algumas partes do 1.º ato e, em seguida, desistiu do trabalho.

## Personagens
| Ferrando (É um jovem soldado, noivo de Dorabella)                               | tenor        |
| Guglielmo (Também é um soldado, noivo de Fiordiligi)                            | barítono     |
| Fiordiligi (É uma dama de Nápoles,irmã de Dorabella e noiva de Guglielmo)       | soprano      |
| Dorabella (Também é uma dama de Nápoles,irmã de Fiordiligi e noiva de Ferrando) | mezzosoprano |
| Don Alfonso (É um solteirão e filósofo idoso,de cabelos grisalhos)              | baixo        |
| Despina (Criada de Fiordiligi e de Dorabella)                                   | soprano      |
| Soldados, criados e marinheiros                                                 | coro         |

## Sinopse

### Ato I
Em Nápoles, perto do final do século XVIII, dois jovens oficiais, Ferrando e Guglielmo, estão tendo uma discussão animada em um café com seu amigo Don Alfonso. Ferrando insiste que sua namorada, Dorabella, é fiel. Guglielmo, apaixonado por Fiordiligi (irmã de Dorabella), diz o mesmo sobre sua namorada. Alfonso, um solteirão grisalho, declara que, pelo que ele tem visto pelo mundo, não era possível confiar nas mulheres e se oferece para prová-lo. Ele os convence a fazer uma aposta: durante vinte e quatro horas eles devem fazer o que ele disser e se, então, ele não comprovar seu ponto, ele perde. Todos os três brindam a ideia. Em um jardim à beira-mar, as duas irmãs comparam opiniões sobre Ferrando e Guglielmo, cujos retratos em miniatura estão admirando em seus medalhões. Don Alfonso as visita, trazendo notícias: seus namorados devem partir com o regimento, imediatamente. Os dois chegam e se despedem com um adeus emocionado, com promessas de fidelidade de todas as partes. Um barco está na costa e os dois embarcam, prometendo escrever todos os dias. Quando o barco desaparece à distância, as irmãs e Don Alfonso pedem que os bons ventos os guiem. Sozinho, Alfonso sente-se confiante de que pode ganhar a aposta. Na casa das irmãs, sua criada, Despina, prepara-se para servir o café da manhã, resmungando sobre as provações do serviço doméstico. Ela fica surpresa em ver suas patroas em tal estado trágico, gritando sobre acabar com sua miséria usando veneno ou uma adaga. Despina descobre o que aconteceu e diz às irmãs que esqueçam a ausência de seus namorados. Esperar fidelidade de um homem, diz ela - especialmente de um soldado - é ilusão e que as mulheres deveriam pagar o tratamento volúvel dos homens na mesma moeda. Chocadas, as moças partem e Despina vai para seu quarto. Quando Don Alfonso entra, imaginando como realizar seu plano sem a interferência de Despina, ele decide torná-la sua aliada e bate em sua porta, oferecendo suborno se ela o ajudar a apresentar Fiordiligi e Dorabella a dois estrangeiros atraentes que vieram visitá-lo. Entram Ferrando e Guglielmo, disfarçados de forma que nem mesmo a esperta Despina consegue reconhecê-los. Quando as moças retornam, elas se sentem insultadas por esta intrusão e uma rápida conversa dos três homens impede que eles sejam expulsos. Mal Alfonso fala sobre seus visitantes e eles começam a declarar-se com os termos mais extravagantes de admiração um para a namorada do outro. As moças vacilam por um momento, mas, então Fiordiligi anuncia que seu coração, como uma fortaleza, suportará qualquer ataque. Alfonso implora que elas sejam mais hospitaleiras e Guglielmo também defende a causa dos rapazes, mas as moças partem antes que ele termine. Os jovens acreditam que eles já ganharam a aposta, mas Alfonso diz que ainda há um outro dia. Alfonso une-se a Despina, que diz a ele que traga os pretendentes até o jardim. As irmãs, sozinhas no jardim, lamentam-se, novamente, da perda de seus amores. Elas são interrompidas pelos sons dos pretendentes próximos dali, ameaçando se matar em desespero, enquanto Alfonso tenta dissuadi-los. Os jovens entram no jardim com garrafas de "veneno", que eles tomam, caindo no chão com despedidas exageradas à vida, culpando a insensibilidade das mulheres. As moças frenéticas chamam Despina, que diz que ela buscará ajuda. Ela reaparece em seguida, vestida como um médico, falando pomposamente frases latinas e apresenta um imã com o qual ela realiza a "cura". Os homens protestam seu amor, mas as moças ordenam que eles partam.

### Ato II
No quarto das irmãs, Despina as repreende por sua atitude teimosa. Qualquer moça com quinze anos ou mais, diz ela, deveria saber como lidar com os homens. Embora chocadas por sua audácia, as moças concordam entre si em dar uma chance ao flerte. Alfonso aparece convidando-as a irem para o jardim para ouvirem uma serenata. Lá, Ferrando e Guglielmo, treinados por Alfonso, declaram-se novamente às moças que, agora, estão dispostas a ouvir. Despina, por sua vez, insiste que elas correspondam e, então, ela e Alfonso saem discretamente. Embaraçados no princípio, os casais rapidamente se aproximam enquanto passeiam pelo jardim. Guglielmo presenteia Dorabella com um pingente em forma de coração, colocando-o no lugar do medalhão com o retrato de Ferrando. Ferrando tem um pouco mais de trabalho com Fiordiligi: após ter apelado a ela e ter se desculpado, ela luta em um conflito interno, resolvendo se volta para seu namorado anterior após esta aventura. Quando ela, também, parte, Ferrando diz alegremente a Guglielmo que Fiordiligi é como o Rochedo de Gibraltar e que não faltou com a palavra. Guglielmo, mais sobriamente, revela que Dorabella havia correspondido, até mesmo abandonando o retrato de Ferrando. Como Ferrando não aceita isto muito bem, seu amigo faz um discursos contra as mulheres. Ferrando diz que está com o coração partido, mas ainda acredita em Dorabella. Alfonso e Guglielmo argumentam com seu amigo desiludido: ele não preferia saber a verdade? Pedindo aos jovens que tentassem mais uma estratégia, Alfonso declara que ainda não perdeu a aposta. Na casa, Despina cumprimenta Dorabella por seu bom senso, mas Fiordiligi esbraveja, amaldiçoando a eles e aos outros por causarem tal tormento. Ela admite em seu coração que sucumbiu ao estranho, insistindo, entretanto, que não iria ceder, Dorabella tenta persuadi-la dizendo que não há como resistir ao amor. Guglielmo alegremente ouve Fiordiligi resolvendo por si mesma que ela não receberia o novo pretendente novamente. Chamando Despina, ela ordena que a empregada traga roupas militares: as irmãs irão juntar-se a seus namorados no front. Ferrando, disfarçado, entra quando elas estão se preparando para a viagem; puxando sua espada, ele diz a ela que o mate ali mesmo, já que sua crueldade perfurou seu coração. Agora ela começa a enfraquecer. Como Alfonso impede Guglielmo de interromper a cena, Fiordiligi promete seu coração a Ferrando. Agora é a vez de Guglielmo ficar desiludido. Alfonso faz os rapazes admitirem que eles amam suas namoradas apesar da inconstância das moças. Está errado, ele declara, culpá-las por serem do jeito que são: "Così fan tutte"! (todas as mulheres são iguais). Despina entra correndo para anunciar que as moças decidiram ir em frente e casar com seus novos pretendentes. No salão festivamente decorado, um coro saúda os dois casais, que trocam carinhos, embora Guglielmo murmure que as mulheres merecem veneno em seus vinhos. Despina, disfarçada de tabelião, aparece e escreve o contrato de casamento entre as moças e os dois "cavalheiros albaneses", "Tizio" e "Sempronio". As moças assinam, mas antes que os homens o possam fazer, ouve-se uma marcha: os pretendentes originais retornaram! Escondendo seus novos noivos em um lado do salão, as moças, histéricas, não sabem o que fazer, mas Alfonso diz que ele resolverá a situação. Logo Ferrando e Guglielmo entram, vestidos com seus uniformes. Cumprimentando suas namoradas, eles perguntam o porquê de tanto nervosismo e confusão, Então, eles descobrem o contrato de casamento. As irmãs admitem sua duplicidade e convidam seus antigos namorados a matarem-nos, mas eles culpam Alfonso e Despina por sua situação. Alegremente admitindo isto, Alfonso leva os homens por um minuto e re-apresenta-os com o disfarce de "albaneses". Sua decepção, diz, serviu para mostrar aos amantes que a verdadeira felicidade não está na ilusão romântica, mas sim em aceitar as coisas como elas são. Concordando que o ardil pode funcionar de ambas as maneiras, os amantes se reconciliam alegremente.

## Orquestração
- 1 cravo (para recitativo secco)
- 1 tímpano
- 2 flautas
- 2 oboés
- 2 clarinetes
- 2 fagotes
- 2 trompetes
- 2 trompas

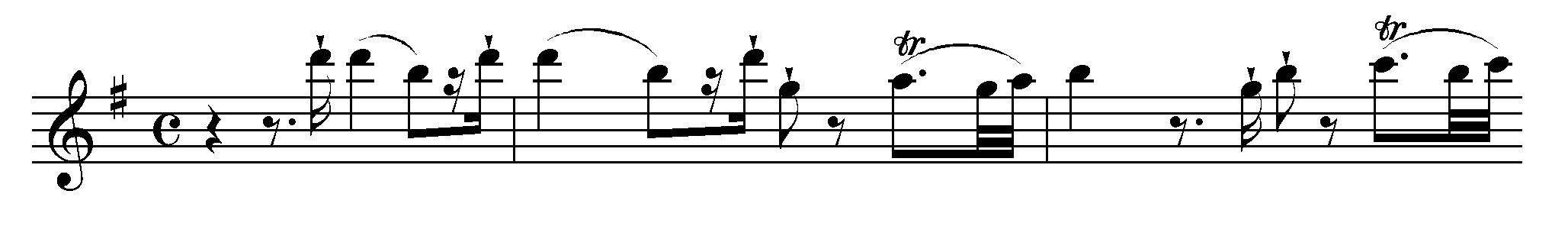
Primeiros compassos de "Così Fan Tutte".

- Instr. de Cordas: violinos (primeiros e segundos), violas, violoncelos (para recitativo secco) e contrabaixos (para recitativo secco)

## Árias Famosas

### Ato I
- "Vorrei dir, e cor non ho" - Don Alfonso
- "Soave sia il vento" - Alfonso, Dorabella & Fiordiligi
- "Smanie implacabili" - Dorabella
- "In uomini, in soldati" - Despina
- "Non siate ritrosi" - Guglielmo
- "Come scoglio" - Fiordiligi
- "Rivolgete a lui lo sguardo" - Guglielmo
- "Un'aura amorosa" - Ferrando

### Ato II
- "Una donna a quindici anni" - Despina
- "Ah lo veggio" - Ferrando
- "Donne mie, le fate a tanti" - Guglielmo
- "Per pietà" - Fiordiligi
- "Tradito, schernito" - Ferrando
- "Tutti accusan le donne" - Don Alfonso
- "É amore un ladroncello" - Dorabella

## Ligações Externas
- Áudio para baixar a ópera Cosí Fan Tutte
- Libreto

- Complete libretto, scores
- Full score
- "Mozart at the Met", Time, 7 January 1952
- Così fan tutte at the Internet Movie Database